# Преображенка (Немецкий национальный район)
Преображенка — упразднённый посёлок в Немецком национальном районе Алтайского края. Точная дата упразднения не установлена.

## География
Посёлок располагался в 7 км к юго-востоку от села Красноармейское.

## История
Основан в 1923 году. В 1928 г. посёлок Преображенский состоял из 85 хозяйств. Центр Преображенского сельсовета Знаменского района Славгородского округа Сибирского края.

## Население
В 1926 году в посёлке проживало 510 человек (257 мужчин и 253 женщины), основное население — украинцы.